# Fetisch
Fetisch is het debuutalbum van de Duitse band Xmal Deutschland.

## Achtergrond
Het album werd opgenomen in de Blackwing Studios in Londen in 1983 en geproduceerd door Xmal Deutschland en Ivo Watts-Russell. Het werd uitgebracht op 11 april 1983 op het 4AD label. In Engeland behaalde het de 3e plaats in de UK Independent Charts.
Ondanks de Duitse teksten was de band in Engeland succesvol; De Duitstalige zang van Huwe paste perfect in het muzikale concept.
Op Fetisch wordt het dogma van het Duitse expressionisme toegepast in donkere postpunk en gothic rock. Zangeres Anja Huwe zingt monotoon haar teksten als een bezwering, een vervloeking, en dit geeft de muziek een mysterieuze occulte sfeer. Dit wordt ook benadrukt door de hoesfoto waarop fragmenten van Japans lappenpapier bij elkaar worden gehouden door plakband, op een donkergroene achtergrond met de groepsnaam in cryptische lettertekens in felrood; Donkere voortekenen van essentiële dreiging.
Nummers als Geheimnis, Qual en Stummes Kind zijn liefdesliedjes, maar dan over de liefde als gevecht. Pijn en vreugde lijken heel dicht bij elkaar te liggen. De schim van je aanbidding een ongrijpbaar fantoom.
Anja Huwe: Ja, de meeste nummers zijn liefdesliedjes, maar dat is toch het belangrijkste? We proberen nieuwe, andere woorden te gebruiken, dingen tussen de regels te zeggen. Sommige mensen hebben daar problemen mee. Die zouden die woorden niet gebruiken. Wij zeggen: Gebruik je fantasie een beetje. De dingen waarover ik zing zijn symbolen voor het gevoel wat ik wil uitdrukken.
Onze muziek heeft een gevoel van zwaarmoedigheid over zich, maar niet in negatieve zin. Melancholie kan ook een mooi gevoel zijn. Een verlangen naar wat je niet hebt, een romantisch gevoel. Er zit ook hoop in Xmal Deutschland. Het is niet enkel treurigheid. Onze muziek herbergt beide kanten. Het is schemermuziek. Extremen liggen nu eenmaal dicht bij elkaar. Hoop en wanhoop kunnen elkaar heel snel afwisselen. Dat zit ook in de muziek, maar vooral in de teksten.,
Een 12' single met een remix van het nummer Qual, en  met de nummers Zeit en Sehnsucht werd uitgebracht op 20 juni 1983.

## Groepsleden
- Anja Huwe - zang
- Manuela Rickers - gitaar
- Fiona Sangster - keyboards
- Wolfgang Ellerbrock - basgitaar
- Manuela Zwingmann - drums

## Productie
- Xmal Deutschland en Ivo Watts-Russell - productie[6]
- John Fryer - engineering
- 23 Envelope - hoesontwerp

## Tracklist
| nummer | titel        | duur |
| ------ | ------------ | ---- |
| 1      | Qual         | 3:50 |
| 2      | Geheimnis    | 3:19 |
| 3      | Young Man    | 3:18 |
| 4      | In der Nacht | 3:44 |
| 5      | Orient       | 4:06 |
| 6      | Hand in Hand | 3:08 |
| 7      | Käempfen     | 2:48 |
| 8      | Danthem      | 4:59 |
| 9      | Boomerang    | 3:46 |
| 10     | Stummes Kind | 5:15 |

De CD uitvoering bevat 3 bonusnummers : 
| nummer | titel              | duur |
| ------ | ------------------ | ---- |
| 11     | Qual (12" version) | 6:41 |
| 12     | Zeit               | 4:06 |
| 13     | Sehnsucht          | 4:40 |